# Sheboygan
Sheboygan és una població dels Estats Units a l'estat de Wisconsin. Segons el cens del 2000 tenia 50.792 habitants.

## Demografia
Segons el cens del 2000, Sheboygan tenia 50.792 habitants, 20.779 habitatges, i 12.799 famílies. La densitat de població era de 1.409,8 habitants per km².
Per edats la població es repartia de la següent manera: un 25,6% tenia menys de 18 anys, un 9,2% entre 18 i 24, un 30,0% entre 25 i 44, un 19,4% de 45 a 60 i un 15,8% 65 anys o més.
L'edat mediana era de 35 anys. Per cada 100 dones de 18 o més anys hi havia 93,7 homes.
La renda mediana per habitatge era de 40.066$ i la renda mediana per família de 47.718$. Els homes tenien una renda mediana de 35.242$ mentre que les dones 24.690$. La renda per capita de la població era de 19.270$. Aproximadament el 6,2% de les famílies i el 8,3% de la població estaven per davall del llindar de pobresa.

## Poblacions més properes
El següent diagrama mostra les poblacions més properes.